# Mohammed al-Khojali
Mohammed Babkr al-Khojali (arabisch محمد الخوجلي, DMG Muḥammad al-Ḫūǧalī; * 15. Januar 1973) ist ein ehemaliger saudi-arabischer Fußballspieler.

## Karriere

### Klub
Er begann seine Karriere im Jahr 1998 bei al-Nassr. Dort spielte er ununterbrochen bis zum Jahr 2008, wo er für ein Jahr zum Sdoos Club verliehen wurde. Nach seiner Rückkehr verblieb er noch bis zum Saisonende 2008/09 bei seinem Heimatklub und wechselte danach weiter zu al-Raed. Zur Spielzeit 2014/15 wechselte er noch einmal weiter zu al-Fayha, wo er danach auch am Ende der Saison seine Karriere beendete.

### Nationalmannschaft
Sein erster bekannter Einsatz für die saudi-arabische Nationalmannschaft war am 23. September 2000 bei einem 2:1-Freundschaftsspielsieg über Syrien. Hier hütete er ab der zweiten Halbzeit den Kasten. Es folgten weitere Freundschaftsspiele sowie Qualifikationsspiele für die Weltmeisterschaft 2002. Nach der erfolgreichen Qualifikation machte er alle Vorbereitungsspiele zur Endrunde mit und kam auch in einigen zum Einsatz. Bei der Weltmeisterschaft 2002 stand er dann auch im Kader, erhielt jedoch ebenso wie Mabruk Zayid keine Einsatzzeit. Nach dem Turnier folgten noch ein Einsatz in einem Freundschaftsspiel im September 2004 sowie zwei Partien während der Qualifikation zur Weltmeisterschaft 2006 im Herbst 2004. Danach erhielt er keine Einsätze mehr im Nationaldress.